# District de Vervins
1790–1795
Entités suivantes :
- Arrondissement de Vervins

Le district de Vervins était une division territoriale française du département de l'Aisne du 15 janvier 1790 au 22 août 1795.
À cette date-là, le district de Vervins devient l'arrondissement de Vervins.

## Histoire

### Origine
Le but de l'assemblée étant de réorganiser le territoire français, l'Assemblée constituante de 1789 crée 83 départements subdivisés en districts puis en canton et enfin en commune qui remplace les anciennes paroisses le 4 janvier 1790. Par ce décret, le département de l'Aisne est créé, celui-ci est divisé en six districts dont le district de Vervins. Les limites du district sont fixés le 15 janvier 1790, ainsi il recouvrait les limites de la Thiérache. 
Le district créé devait avoir un chef-lieu, mais il devait être élu par des délégués réunis en assemblée comme Laon qui fut choisi chef-lieu du département par une assemblée réunie à Chauny. Malheureusement, Guise et Vervins se battaient pour le titre de chef-lieu. Le chef-lieu est fixé à Vervins lors de la première réunion du district, mais ce choix est contesté par les guisards qui décide d'organiser une seconde réunion à Marle. Cette deuxième assemblée décide de choisir Guise comme chef-lieu. Face aux contestations des deux villes, l'assemblée constituante décide de fixer le chef-lieu à Vervins le 18 août 1790 tandis que le tribunal du district est à Guise.  

### Révolution
Avec la fixation du chef-lieu, des délégués du district se réunirent à Vervins. Ils décidèrent de la vie du district. Celui-ci est subdivisé en 10 cantons. En 1791, l'assemblée décida de créer des places de guerre, Guise est en seconde classe. Avec la constitution civile du clergé, des prêtres réfractaires s'exilent ou restent. En 1793, le tribunal est déplacé de Guise à Vervins. De plus, le district était envahi par les autrichiens et il devient un champ de guerre entre les armées française et les armées autrichiennes jusqu'à la fin de 1794. Au début de l'année 1795, un tribunal civil du département est installé à Laon.   

### Suppression

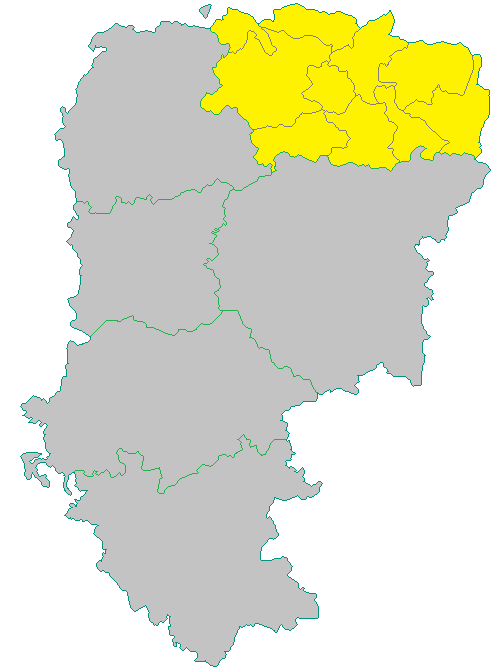
Las cantons du district de Vervins

Le district de Vervins disparait dans le cadre de la législation de 1795,. Il est remplacé par l'arrondissement éponyme de Vervins le 17 février 1800.

## Composition
Il était composé de 10 cantons : Aubenton, Guise, Hirson, La Capelle, Marly, Le Nouvion-en-Thiérache, Plomion, Sains, Vervins et Wassigny.

### Ouvrages
- Claudine Vidal et Marc Le Pape, Des provinciaux en révolution : le district de Vervins, Vervins, Association pour la commémoration de la Révolution française dans le district de Vervins et la société d'archéologie et d'histoire de Vervins et de la Thiérache, 1990, 195 p. (ISBN 2-905051-01-9, lire en ligne)